# Centro de Patrimonio Palestino
El Centro de Patrimonio Palestino (en árabe: مركز التراث الفلسطيني) es un edificio que funciona como sede del centro cultural palestino situado en la ciudad de Belén al sur de Cisjordania en los territorios palestinos. Fue establecido en 1991 por Maha Saca. El centro cuenta con varias exposiciones sobre trajes palestinos, folklore, historia y otros aspectos culturales.
Tiene como objetivo revivir , documentar y difundir el patrimonio cultural del pueblo palestino. El Centro busca la promoción de la cultura a nivel local, regional e internacional, utilizando los medios que el centro ha establecido para este propósito. El espacio cuenta con una colección de
libros familiares y prendas de vestir , y da empleo a las mujeres para producir bordados y obras para la exposición y venta.